# Lijst van schrijversprentenboeken van het Letterkundig Museum
Het Letterkundig Museum heeft in samenwerking met de Amsterdamse uitgeverij De Bezige Bij en andere uitgeverijen een reeks rijk geïllustreerde boeken gepubliceerd die gewijd zijn aan één schrijver of een groep schrijvers. Daarin wordt de bio- en bibliografie van het onderwerp op de voet gevolgd. De eerste 22 delen worden aangeduid als Schrijvers prentenboek, de overige als Schrijversprentenboek.
1. A. Roland Holst. ’s-Gravenhage 1958. Samengesteld door Bert Bakker, Gerrit Borgers, Jan Hulsker, Jurriaan Schrofer en Ellen Warmond. Tweede druk 1963. Derde druk 1968. Vierde, herziene druk 1983.
2. S. Vestdijk. ’s-Gravenhage 1958. Samengesteld door Bert Bakker, Gerrit Borgers, Jan Hulsker, Jurriaan Schrofer en Ellen Warmond. Tweede druk 1962. Derde druk 1968. Vierde, herziene druk 1983. Bijzonderheden: gekozen als een van de best verzorgde boeken van 1958.
3. J. Greshoff. ’s-Gravenhage 1959. Samengesteld door Gerrit Borgers, Pierre H. Dubois, Jan Hulsker, Jurriaan Schrofer en Ellen Warmond en ingeleid door Pierre H. Dubois. Tweede druk 1963.
4. H. Marsman. ’s-Gravenhage 1960. Samengesteld door Gerrit Borgers, Jan Hulsker, Arthur Lehning, Jurriaan Schrofer en Ellen Warmond en ingeleid door Arthur Lehning. Tweede druk 1963. Derde druk 1980.
5. Menno ter Braak. ’s-Gravenhage 1961. Samengesteld door D.A.M. Binnendijk, Gerrit Borgers, Jan Hulsker, Jurriaan Schrofer en Ellen Warmond en ingeleid door D.A.M. Binnendijk. Tweede druk 1980.
6. J. Slauerhoff. ’s-Gravenhage 1961. Samengesteld door Bert Bakker, Gerrit Borgers, Jan Hulsker, C.J. Kelk, K. Lekkerkerker, Jurriaan Schrofer en Ellen Warmond en ingeleid door F.C. Terborgh. Tweede druk 1965. Derde druk 1980.
7. Pierre Kemp. ’s-Gravenhage 1961. Samengesteld door Bert Bakker, Gerrit Borgers, Jan Hulsker, Fred van Leeuwen, Jurriaan Schrofer en Ellen Warmond en ingeleid door Fred van Leeuwen.
8. Anna Blaman. ’s-Gravenhage 1962. Samengesteld door Bert Bakker, Gerrit Borgers, Jan Hulsker, Jurriaan Schrofer en Ellen Warmond en ingeleid door S. Vestdijk. Tweede druk 1966.
9. Louis Couperus. ’s-Gravenhage 1963. Samengesteld door Gerrit Borgers, Jan Hulsker, Jurriaan Schrofer, H.W. van Tricht en Ellen Warmond en ingeleid door H.W. van Tricht. Tweede druk 1965. Derde druk 1980.
10. De beweging van vijftig. ’s-Gravenhage 1965. Samengesteld door Gerrit Borgers, Jurriaan Schrofer, Simon Vinkenoog en Ellen Warmond en ingeleid door Simon Vinkenoog. Tweede druk 1972.
11. Herman Heijermans. ’s-Gravenhage 1964. Samengesteld door Gerrit Borgers, Jurriaan Schrofer, W.J. Sutherland, A.P. Verburg en Ellen Warmond en ingeleid door S. Carmiggelt.
12. Herman Gorter. ’s-Gravenhage 1966. Samengesteld door Gerrit Borgers, Enno Endt, Jan Hulsker, Jurriaan Schrofer en Ellen Warmond.
13. E. du Perron. ’s-Gravenhage 1969. Samengesteld door E. du Perron-de Roos, Ellen Warmond, Gerrit Borgers, H.A. Gomperts en Jan Hulsker en ingeleid door H.A. Gomperts. Tweede druk 1980.
14. Nescio. ’s-Gravenhage 1969. Samengesteld door M.J. Boas-Grönloh, Gerrit Borgers en Martin Scholten. Tweede druk 1970. Derde druk 1980.
15. J.H. Leopold. ’s-Gravenhage 1970. Samengesteld door Jan Hulsker.
16. Henriëtte Roland Holst. ’s-Gravenhage 1970. Samengesteld door Garmt Stuiveling. Bibliografie: Letterkundig Museum. Tweede druk 1977. Derde druk 1984.
17. Ed. Hoornik. ’s-Gravenhage 1973. Samengesteld door D.A.M. Binnendijk, Gerrit Borgers, Mies Bouhuys, Kees Lekkerkerker en Bert Voeten en ingeleid door Adriaan van der Veen.
18. Willem de Mérode. ’s-Gravenhage 1973. Samengesteld door Gerrit Borgers, Gerrit Kamphuis en Hans Werkman en ingeleid door P.J. Meertens.
19. Arthur van Schendel. ’s-Gravenhage 1976. Samengesteld door Corinna van Schendel en Gerrit Borgers en ingeleid door H.A. Gomperts.
20. Betje Wolff en Aagje Deken. ’s-Gravenhage 1979. Samengesteld door P.J. Buijnsters, Hella S. Haasse en Daisy Wolthers.
21. Gerrit Achterberg. ’s-Gravenhage 1981. Samengesteld door Daisy Wolthers, met medewerking van J.C. Achterberg-van Baak, Wim Hazeu, Anton Korteweg en Jan Vermeulen.
22. De Beweging van 80. ’s-Gravenhage 1982. Samengesteld door Bernt Luger, Harry G.M. Prick en Kees Nieuwenhuijzen. Tweede, herziene druk 1983.
23. Marcellus Emants. ’s-Gravenhage 1984. Samengesteld door Pierre H. Dubois, Simone Dubois, Aad Meinderts en Kees Nieuwenhuijzen.
24. De Gemeenschap 1925-1941. [Den Haag 1986]. Samengesteld door Th.A.P. Bijvoet, S.A.J. van Faassen, Daniel de Lange, Kees Nieuwenhuijzen en Harry Scholten.
25. Conrad Busken Huet. ’s-Gravenhage 1986. Samengesteld door Olf Praamstra i.s.m. Bernt Luger, Harry G.M. Prick en Kees Nieuwenhuijzen.
26. Jacobus van Looy. ’s-Gravenhage 1987. Samengesteld door Chris Will en Peter J.A. Winkels i.s.m. Harry G.M. Prick en Kees Nieuwenhuijzen.
27. De Gids sinds 1837. De geschiedenis van een algemeen-cultureel en literair tijdschrift. ’s-Gravenhage - Amsterdam 1987. Door Remieg Aerts, Piet Calis, Tineke Jacobi en Joke Relleke. Met een keuze uit de poëzie door Wiel Kusters. Beeldredactie Arie Pos.
28. Opwaartsche Wegen. ’s-Gravenhage - Kampen - Haarlem [1989]. Door Dineke Colenbrander, Gerrit Kamphuis, Arie Pos, Murk Salverda, Anne Schipper, Ton Veen en Hans Werkman.
29. Het Vroman-effect. Over leven en werk van Leo Vroman. Amsterdam - ’s-Gravenhage 1990. Redactie: Jan Kuijper, Ben Peperkamp, Murk Salverda en Gerrit Willems.
30. In Indië geweest. Maria Dermoût, H.J. Friedericy, Beb Vuyk. ’s-Gravenhage - Amsterdam 1990. Redactie: Joop van den Berg, Kester Freriks, Greetje Heemskerk en Murk Salverda (eindredacteur).
31. Altijd acht gebleven. Over de kinderliteratuur van Annie M.G. Schmidt. ’s-Gravenhage - Amsterdam 1991. Redactie: Tine van Buul, Aukje Holtrop, Murk Salverda (eindredactie) en Erna Staal.
32. Uit menschlievendheid zoude ik barbaar kunnen worden. Reizen in Azië van J.G. Haafner, Q.M.R. Verhuell, J. Olivier en P.P. Roorda van Eysinga tussen 1770 en 1830. ’s Gravenhage - Amsterdam 1992. Redactie: Greetje Heemskerk, Jaap de Moor, Murk Salverda (hoofdredactie) en Paul van de Velde.
33. De onderkant van het tapijt. Harry Mulisch en zijn oeuvre 1952-1992. Amsterdam - ’s-Gravenhage 1992. Redactie: Mariëtte Haarsma, Erna Staal en Murk Salverda (hoofdredacteur).
34. Ik heb iets bijna schoons aanschouwd. Over leven en werk van P.C. Boutens 1870-1943. Amsterdam - Den Haag 1993. Redactie: Jan Nap, Ben Peperkamp, Murk Salverda (hoofdredactie) en Joost van der Vleuten.
35. Ik maak kenbaar wat bestond. Leven en werk van Hella S. Haasse. ’s-Gravenhage-Amsterdam 1993. Redactie: Mariëtte Haarsma, Greetje Heemskerk en Murk Salverda (hoofdredactie).
36. 1954. Een literaire doorsnee. ’s-Gravenhage-Amsterdam 1954. Redactie: Erna Staal en Murk Salverda (hoofdredactie).
37. Babs’ bootje krijgt een stuurman. De meisjesroman en illustrator Hans Borrebach. ’s-Gravenhage-Amsterdam 1995. Redactie: Aafke Boerma, Erna Staal en Murk Salverda (hoofdredacteur).
38. Tijd bestaat niet. Leven en werk van Jan Wolkers. Amsterdam - Den Haag 1996. Redactie Murk Salverda en Erna Staal. Tweede, uitgebreide druk 2000 (uitgegeven door De Bezige Bij alleen).
39. Paul Biegel. Meesterverteller met een rovershart. Haarlem - Den Haag 1996. Redactie: Aad Meinderts, Denise Mooyman en Muriël Steegstra.
40. Cees Nooteboom. Ik had wel duizend levens en ik nam er maar één!. Amsterdam/Antwerpen - Den Haag [1997]. Redactie: Harry Bekkering, Daan Cartens en Aad Meinderts.
41. Den Haag, je tikt er tegen en het zingt. Literair Den Haag vanaf 1750. Den Haag [1998]. Redactie: Aad Meinderts, Saskia Petit en Dick Welsink.
42. Ogen in je achterhoofd. Over Miep Diekmann. Den Haag - Amsterdam 1998. Redactie: Aad Meinderts, Erna Staal (eindredactie) en Anne de Vries.
43. Oprecht veinzen. Over Frans Kellendonk. Amsterdam - Den Haag 1998. Redactie: Charlotte de Cloet, Tilly Hermans en Aad Meinderts.
44. Vier lichte letterheren. [Over Kees Stip, S. Carmiggelt, Kees van Kooten en Godfried Bomans]. Den Haag - Amsterdam [1999]. Redactie: Aad Meinderts en Dick Welsink met medewerking van Anna-Marie Lücken.
45. Literatuur met een doel. Schrijvers over voetbal. Amsterdam/Antwerpen - Den Haag [2000]. Redactie: Aad Meinderts, Henk Spaan en Erna Staal. Tekst: Erik Brouwer.
46. Remco Campert. Al die dromen al die jaren. Amsterdam - Den Haag [2000]. Redactie: Daan Cartens, Aad Meinderts en Erna Staal.
47. August Hans den Boef & Sjoerd van Faassen,  ‘Verrek, waar is Berlijn gebleven?’ Nederlandse schrijvers en hun kunstbroeders in Berlijn 1918-1945. Amsterdam - Den Haag 2002.
48. Tegen alle bloedvergieten en kanariepieten in. Hans Verhagen dichter, filmer, schilder. Amsterdam - Den Haag [2003]. Redactie: Daan Cartens, Vic van de Reijt, Hans Sleutelaar en Dick Welsink (eindredactie).
49. Vervolg je weg en laat de lui maar dazen! Theun de Vries. Getuige van een eeuw. Amsterdam  - Den Haag 2003, Redactie: Daan Cartens en Muriël Steegstra.
50. Joke Linders, Ik bof dat ik een kikker ben. Leven en werk van Max Velthuijs. Amsterdam -  ’s-Gravenhage [2003].
51. Onno Blom, Het fabeldier dat Komrij heet. Den Haag-Amsterdam 2004.
52. Willem Wilmink. Ik droomde dat ik wakker was. Amsterdam-Den Haag 2004. Redactie: Harry Bekkering, Daan Cartens en Muriël Steegstra.
53. Hoger Honing, 60 jaar De Bezige Bij. Den Haag -Amsterdam 2004.
54. Johan Vandenbroucke: Jeroen Brouwers. Het verhaal van een oeuvre Amsterdam, Atlas. 2005 ISBN 9045015617
55. Daan Cartens: Charlotte Mutsaers. Paraat met pen en penseel. Amsterdam, De Bezige Bij, 2009. ISBN 978-90-234-4128-1
56. Monica Soeting et al.: Yvonne Keuls. Gedragen op de wind. Amsterdam, Anthos, 2011. ISBN 978-90-414-1971-2
57. Klaas Driebergen & Wim Hazeu: Marten Toonder. Een dubbel denkraam. Amsterdam, De Bezige Bij, 2012. ISBN 978-90-234-7382-4
58. Daan Cartens, Sjoerd van Faassen en Gerda Siebelink: Jan Siebelink. Het wonder dat mij is geschied. Amsterdam, De Bezige Bij, 2013. ISBN 978-90-234-7806-5
59. Joost Kircz en Maaike Meijer: F. Harmsen van Beek. Stoeten ritseldingen. Amsterdam, De Bezige Bij & Den Haag, Letterkundig Museum, 2015. ISBN 9789023490197

Buiten de reeks verschenen nog vijf prentenboeken, waarvan twee in samenwerking met Sticusa:
1. Schrijvers prentenboek van Suriname. In samenwerking met de Sticusa uitgegeven. Amsterdam - ’s-Gravenhage 1979. Samengesteld door Gerrit Borgers, Kees Nieuwenhuijzen, Max Nord en Hugo Pos, met begeleidende teksten van Hugo Pos.
2. Schrijvers prentenboek van de Nederlandse Antillen. In samenwerking met de Sticusa uitgegeven. Amsterdam - ’s-Gravenhage 1980. Samengesteld door Anton Korteweg, Kees Nieuwenhuijzen, Max Nord en Andries van der Wal, met begeleidende teksten van Max Nord en Andries van der Wal.
3. Gerrit Jan Kleinrensink: Willem Brakman. Amsterdam, Querido, 1992. (Schrijversprentenboek van het LM, als speciaal nummer van De revisor (jrg. 19, nr. 3)
4. De fascinaties van Boudewijn Büch. Den Haag, 2006. ISBN 9789072731272